# Jacques Pierre Devantier
Jacques Pierre Devantier (født 5. juli 1924 i Svendborg, død 30. november 2008) var en dansk håndboldspiller. 
Jacques Devantier var født og opvokset i Svendborg. Sammen med sin bror Børge Devantier, der senere emigrerede til Canada, spillede han på Svendborg HKs håndboldhold, der i en perioden 1946-1957 høstede store triumfer. Begge brødre blev udtaget til landsholdet og Jacques P. Devantier nåede at lave syv mål i sine ni landskampe. Han var Fyns første på landsholdet.
Jacques Devantier var uddannet som blikkenslager og rørlægger. I flere år var han værdsat værkfører ved elektronik-virksomheden Etronic A/S i Svendborg.
Han er begravet på Assistens Kirkegård i Svendborg.